# Бейн, Джимми (футболист, 1899)
Джеймс Бейн (англ. James Bain), более известный как Джимми Бейн (англ. Jimmy Bain) — шотландский футболист, выступавший на позиции центрального хавбека, впоследствии — футбольный тренер. Наиболее известен как игрок, а впоследствии ассистент главного тренера и главный тренер английского клуба «Брентфорд». В 2015 году был включён в Зал славы «Брентфорда».

## Клубная карьера
Уроженец Ратерглена, Ланаркшир, Джимми начал футбольную карьеру в молодёжной команде «Ратерглен Гленкерн». Затем играл за «Стратклайд», где его выступления заметили скауты английского клуба «Манчестер Юнайтед». В мае 1922 года он стал игроком «Юнайтед». В основном составе игрок не появлялся до 1925 года, дебютировав 7 февраля 1925 года в матче Второго дивизиона против «Клэптон Ориент». По итогам сезона 1924/25 «Манчестер Юнайтед» занял второе место во Втором дивизионе и вышел в Первый дивизион. В сезоне 1925/26 Бейн провёл два матча в Первом дивизионе, а в следующем сезоне ни разу не сыграл в основном составе. Свой четвёртый и последний матч за «Юнайтед» он провёл 19 сентября 1927 года на «Ивуд Парк» против «Блэкберн Роверс». В июле 1928 года Джимми ушёл из «Манчестер Юнайтед».
В 1928 году Бейн стал игроком нового клуба Комбинации Ланкашира «Манчестер Сентрал». Проведя в клубе полгода, в конце 1928 года Бейн вернулся в Футбольную лигу, став игроком «Брентфорда» за 250 фунтов стерлингов. «Брентфорд» выступал в Третьем южном дивизионе. Вскоре был назначен капитаном команды. В сезоне 1932/1933 помог своей команде выиграть чемпионский титул Третьего южного дивизиона и выйти во Второй дивизион. Выступал за «пчёл» до 1934 года, после чего завершил карьеру игрока, сыграв за клуб 201 матч и забив 2 мяча.

## Тренерская карьера
После завершения карьеры игрока в 1934 году Бейн стал ассистентом главного тренера «Брентфорда» Гарри Кертиса. Под руководством Кертиса клуб выиграл Второй дивизион и Переходящий кубок Лондона в сезоне 1934/35, занял пятое место в Первом дивизионе в сезоне 1935/36 (лучший результат в истории клуба) и выиграл Военный кубок Лондона в 1942 году. После ухода Кертиса из клуба Бейн был ассистентом Джеки Гиббонса с 1949 по 1952 год.
В августе 1952 года Бейн был назначен главным тренером «Брентфорда». Он пробыл в должности до января 1953 года, когда его сменил играющий тренер Томми Лоутон.
В 1956 году в честь Джимми Бейна «Брентфорд» провёл памятный матч, в котором «пчёлы» сыграли вничью 1:1 с командой «всех звёзд».

## Личная жизнь
Младший брат Джимми, Дэвид, также был профессиональным футболистом и выступал за «Манчестер Юнайтед».

## Статистика выступлений
| Клуб              | Сезон            | Лига                  | Лига | Лига | Кубок | Кубок | Итого | Итого |
| Клуб              | Сезон            | Дивизион              | Игры | Голы | Игры  | Голы  | Игры  | Голы  |
| ----------------- | ---------------- | --------------------- | ---- | ---- | ----- | ----- | ----- | ----- |
| Манчестер Юнайтед | 1924/25          | Второй дивизион       | 1    | 0    | 0     | 0     | 1     | 0     |
| Манчестер Юнайтед | 1925/26          | Первый дивизион       | 2    | 0    | 0     | 0     | 2     | 0     |
| Манчестер Юнайтед | 1926/27          | Первый дивизион       | 0    | 0    | 0     | 0     | 0     | 0     |
| Манчестер Юнайтед | 1927/28          | Первый дивизион       | 1    | 0    | 0     | 0     | 1     | 0     |
| Манчестер Юнайтед | Итого            | Итого                 | 4    | 0    | 0     | 0     | 4     | 0     |
| Брентфорд         | 1928/29          | Третий южный дивизион | 26   | 0    | —     | —     | 26    | 0     |
| Брентфорд         | 1929/30          | Третий южный дивизион | 41   | 2    | 1     | 0     | 42    | 2     |
| Брентфорд         | 1930/31          | Третий южный дивизион | 42   | 0    | 5     | 0     | 47    | 0     |
| Брентфорд         | 1931/32          | Третий южный дивизион | 37   | 0    | 3     | 0     | 40    | 0     |
| Брентфорд         | 1932/33          | Третий южный дивизион | 37   | 0    | 1     | 0     | 38    | 0     |
| Брентфорд         | 1933/34          | Второй дивизион       | 8    | 0    | 0     | 0     | 8     | 0     |
| Брентфорд         | Итого            | Итого                 | 191  | 2    | 10    | 0     | 201   | 2     |
| Всего за карьеру  | Всего за карьеру | Всего за карьеру      | 195  | 2    | 10    | 0     | 205   | 2     |

## Тренерская статистика
| Команда   | Начало работы | Завершение работы | Показатели | Показатели | Показатели | Показатели | Показатели |
| Команда   | Начало работы | Завершение работы | И          | В          | Н          | П          | % побед    |
| --------- | ------------- | ----------------- | ---------- | ---------- | ---------- | ---------- | ---------- |
| Брентфорд | Август 1952   | 2 января 1953     | 23         | 7          | 5          | 11         | 030,4      |
| Итого     | Итого         | Итого             | 23         | 7          | 5          | 11         | 030,4      |

## Командные достижения
Брентфорд
- Победитель Третьего южного дивизиона Футбольной лиги: 1932/33[8]

## Личные достижения
- Включён в Зал славы футбольного клуба «Брентфорд»: 2015 год[2]